# 卡萊爾 (印第安納州)
卡萊爾（英語：Carlisle）是一個位於美國印地安納州沙利文縣的城鎮。

## 人口
根據2010年美國人口普查的數據，卡萊爾的面積為1.34平方千米，當中陸地面積為1.34平方千米，而水域面積為0.00平方千米。當地共有人口692人，而人口密度為每平方千米516人。